# Red Orchestra 2: Heroes of Stalingrad
Red Orchestra 2: Heroes of Stalingrad (укр. Червона капела 2: Герої Сталінграду) — відеогра в жанрі тактичного шутеру з видом від першої особи, розроблена американською компанією Tripwire Interactive, що продовжує ідеї Red Orchestra: Ostfront 41–45. Гра видана російською фірмою 1С.

## Ігровий процес
Гра присвячена Сталінградській битві, одній з найважливіших подій Другої Світової війни. Хоча проект орієнтований в першу чергу на мережевий режим, в ньому представлена самітна кампанія, в якій гравці зможуть воювати на стороні СРСР або Третього рейху. Вперше в серії гравцеві надана можливість використовувати систему укриттів.
Як і в першій частині, у грі реалізована балістика. Але також додана можливість регулювати приціл зброї, виставляючи потрібну дальність (наприклад, ППШ має позиції 100 і 200 метрів, а гвинтівки й кулемети мають позиції від 50-100 до 1000 метрів і більше).
На відміну від інших реалістичних тактичних шутерів, в Red Orchestra 2 бійці не завжди вмирають миттєво від 1-2 влучень. Навіть отримавши смертельне поранення, солдат нерідко вмирає лише через 5-10 секунд, і в цей час можливі деякі дії. Одиночне попадання кулі не завжди смертельне (особливо пістолетом) і зазвичай викликає кровотечу (яку гравець зобов'язаний усунути, перев'язавши рану) або не смертельну рану (при попаданні з пістолета-кулемета чи пістолета).
Реалізована система Моралі. Якщо гравець обстрілюється ворогом (особливо з кулемета), то мораль падає і видимість погіршується. Перебування з командиром покращує мораль.
Також в Red Orchestra 2 присутня можливість керувати танками. На відміну від інших подібних ігор, гравець не може просто сісти в танк підійшовши до нього: в меню вибору класу гравець повинен обрати клас «Командир танка» або «Член екіпажу танка», щоб з'явитися в танку. При виборі командира танка, гравець сам керує всім танком перемикаючись між членами екіпажу (механік-водій, стрілець, командир, стрілець з курсового кулемета). Танкісти, некеровані гравцем, керуються ШІ (той, хто заряджає керується лише ШІ). Якщо один з членів екіпажу загинув, то гравець може обрати живого танкіста, щоб він буквально пересів на місце загиблого (тим самим залишивши своє місце порожнім).

## Зброя

### Червона Армія
- Револьвер системи Нагана
- Пістолет Токарєва
- ППШ-41
- Гвинтівка Мосіна-Нагана
- СВТ-40
- АВТ-40
- ДП-28
- ПТРС
- Ф-1

### Вермахт
- Walther P38
- Mauser C96
- MP40
- Mauser 98k
- Gewehr 41
- Mkb42
- MG-34
- PzB 784 - трофейна ПТРС
- Stielhandgranate 24